# كاباو بونيتو
كاباو بونيتو (بالبرتغالية: Capão Bonito‏)؛ بلدية في ولاية ساو باولو في البرازيل. بلغ عدد سكانها 47,486 نسمة بحسب تقديرات عام 2015، في حين تصل مساحتها إلى 1640 كيلومتر مربع.